# Église San Giorgio dei Greci
L'église San Giorgio dei Greci (en vénitien : San Zorzi dei Greghi) est une église orthodoxe de Venise, en Italie. Le patron de l'église est Georges de Lydda.

## Localisation
L'église San Giorgio dei Greci est située le long du rio dei Greci dans la contrada de Sant'Antonin dans le sestiere de Castello.

## Historique
La communauté des Grecs se forma au fil du temps à Venise en raison de l'expansion ottomane. Au fil des années, les Grecs commençaient par exercer leurs rites orthodoxes à l'église San Stae (à Santa Croce) mais en 1410, le Conseil des Dix a aboli cette concession et a convenu qu'ils puissent célébrer leurs rites de façon permanente à l'Église San Biagio (à Castello, aujourd'hui disparue).
En 1453, la chute de Constantinople amena des milliers de réfugiés grecs dans la ville, qui se mirent au service de la République notamment en formant le corps de cavalerie des Stradioti. En 1511, avec la permission du Conseil des Dix, les Grecs tentèrent de s'installer dans la Contrada San Canzian, mais le voisinage s'y opposa. En 1514, après avoir reçu la concession officielle du pape Léon X de pouvoir disposer de leur propre église, les Grecs obtinrent l'assentiment de la Seigneurie pour acheter une vaste zone faisant face au Rio di San Lorenzo, dans la Contrada Sant'Antonin (à Castello).
En Juin 1526, le conseil des Dix autorisa la communauté à construire sa propre église orthodoxe: les travaux commencèrent en 1530 et finirent en 1571. En fonction des ressources disponibles, ont ensuite été construit autour d'elle les premiers bâtiments de la communauté et aussi, près des absides, le petit cimetière. Une citerne d'eaux, ornée par une belle tête de puits trôna au milieu de la cour sise au sud de l'église. 
En 1527, le conseil des Dix est intervenu pour mettre fin aux discussions entre le Chapitre de l'église Sant'Antonin et la communauté grecque et en 1535, il a ordonné que l'argent qui avait été forclos pour les dettes concernant la construction de l'église soit immédiatement restitué à la schola. 
L'église commença à fonctionner en 1573, avec pour prêtre le hiéromoine Gabriel Sévèros qui devint ensuite Métropolite de Philadelphie
Au XVIe siècle Michel Damaskinos, peintre d'icônes crétois, réalise les icônes qui forment la décoration intérieure de l'église. Emmanuel Tzanès, prêtre d'origine crétoise et également peintre d'icônes réalise des icônes pour l'église au XVIIe siècle.